# 後方散乱

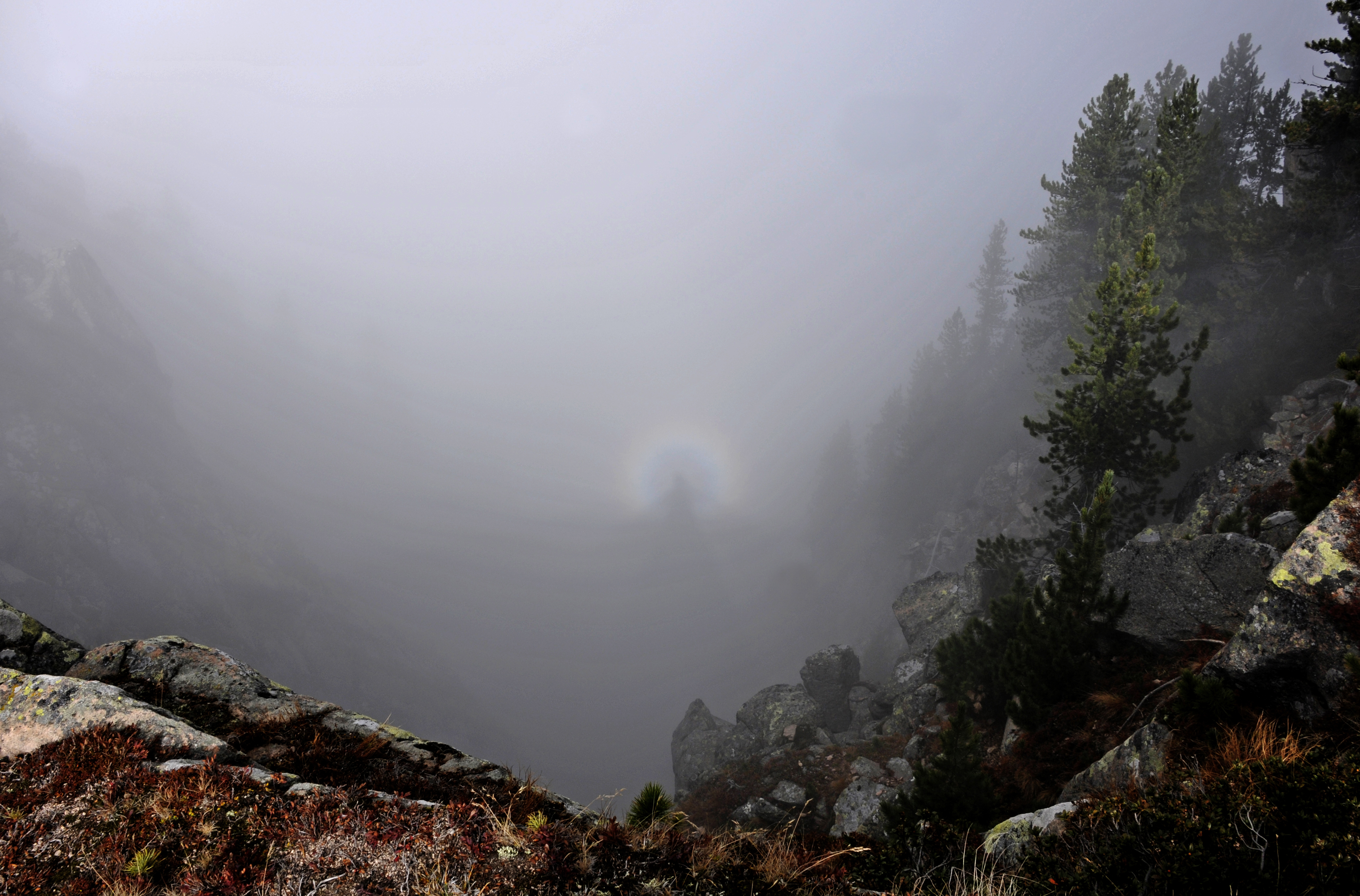
写真における後方散乱

後方散乱 （backscatter, backscattering) は、進行する波や粒子が、散乱（拡散反射）によって来た方向へ戻ることをいう。天文学、写真、超音波検査の分野で応用上重要である。

## 物理空間上の波の後方散乱
後方散乱は様々な物理的状況で起こりうる。入射波もしくは入射粒子が元の方向から偏向するようならばその機構は問われない。
- 大粒子からの拡散反射とミー散乱は山頂光（英語版）や対日照を引き起こし、気象レーダーに利用される。
- 電磁波と伝達媒体との非弾性衝突（ブリルアン散乱やラマン散乱）はファイバー光学において重要である。後述参照。
- イオンと試料との弾性散乱（ラザフォード後方散乱）
- 結晶からのブラッグ回折は非弾性散乱実験において利用される（中性子後方散乱（英語版）、X線後方散乱分光）
- コンプトン散乱は後方散乱X線画像法に利用される。

散乱がそれなりに等方性をもち、散乱方向の分布に偏りがなくいろんな方向にランダムに散乱される場合がある。このような場合には、「後方散乱」という言葉は単に実用上の問題から検知器が後方に置かれていることを示すにすぎない。
- X線画像では後方散乱画像は透過画像の単に逆である。
- 非弾性中性子散乱もしくは非弾性X線散乱の場合、エネルギー分解能を最適化するために後方散乱配置が採られる。
- 天文学において、後方散乱光とは位相角が90度よりも小さい反射光である。

後方散乱の強度が増す場合もあり、いくつかの理由が挙げられる。
- 山頂光（英語版）は、レイリー散乱により青いスペクトル成分が抑制され、赤い光が優勢になるため起こる。
- 対日照には干渉により強めあう光が関係する（要検証）。
- コヒーレント後方散乱はランダム媒体で見られる。可視光域では、ミルクのような懸濁液で見られる場合が最も多い。弱い局在化（英語版）により増幅された多重散乱が後方で観測される。 
  - 後方散乱配置（英語版） (BSA) 座標系はレーダー装置でよく用いられる。
  - 前方散乱配置（英語版） (FSA) 座標系は主に光学装置で用いられる。

標的の後方散乱物性は波長に依存し、偏極にも依存する。したがって、複数の波長および偏極を用いるセンサー系ではさらなる標的の物性が得られることもある。

### レーダー、特に気象レーダー
後方散乱はレーダーシステムの背景原理である。
気象レーダーでは、標的の直径よりも波長が長い限り後方散乱は標的の直径に標的特有の反射物性を掛け合せたものを6乗したものに比例する（レイリー散乱）。水は氷よりもほぼ4倍反射率が高いが、水滴は雪片や雹よりも非常に小さい。したがって後方散乱はこの二つの因子の両方に依存する。その大きさから、最も強い後方散乱は雹と大きい霰（固体の氷）から返ってくるが、非レイリー散乱（ミー散乱）が話を複雑にする。もう一つ強い散乱源として、サイズが大きく水により反射率も高くなった溶けかけの雪や濡れた霙がある。これらが存在する空域は、実際の降水量よりも非常に高い降水量があるように見えるため「ブライトバンド」と呼ばれる。雨は穏やかに後方散乱を起こし、その強さは雨滴が大きくなる（雷雨の場合など）ほど強くなり、小さくなる（霧や霧雨の場合など）ほど弱くなる。雪の後方散乱は比較的弱い。水平方向と鉛直方向の偏波の後方散乱を計測する二重偏波気象レーダーにより、二つの信号の比から形状についての情報を得ることができる。

## 導波管において
ファイバー光学においても後方散乱法は光学欠陥の検出に用いられている。光ファイバーケーブルを通って伝播する光はレイリー散乱により徐々に減衰していく。よって、レイリー後方散乱された光の変化を監視することにより欠陥を検知することができる。後方散乱された光は光ファイバーケーブルを通るにつれて指数関数的に減衰するので減衰特性は対数スケールのグラフで表現できる。グラフの傾きが急であれば、パワー損失が大きいことを示す。傾きが緩い場合は光ファイバーが十分な損失特性を持っているといえる。
後方散乱法による損失計測は光ファイバーケーブルを切断することなく片側のみから行えるので、光ファイバーの構築と維持管理上便利である。

## 写真において
写真における後方散乱とは、フラッシュもしくはストロボがレンズの視野角内の粒子により反射され写真上に光片として表われることをいう。これを「オーブ」と呼ぶこともある。この現象は雪や雨、雪、空気中の塵などによって引き起こされる。現代のコンパクトカメラおよびウルトラコンパクトカメラのサイズ制限により、特にデジタルカメラでレンズと組み込みフラッシュとの距離が狭まってきており、したがって光の反射角も小さくなってきているので通常は目に見えない粒子の反射が写り込みやすくなってきている。したがって、小さなデジタルカメラおよびフィルムカメラにおいてオーブは頻発する。